# 니치난시

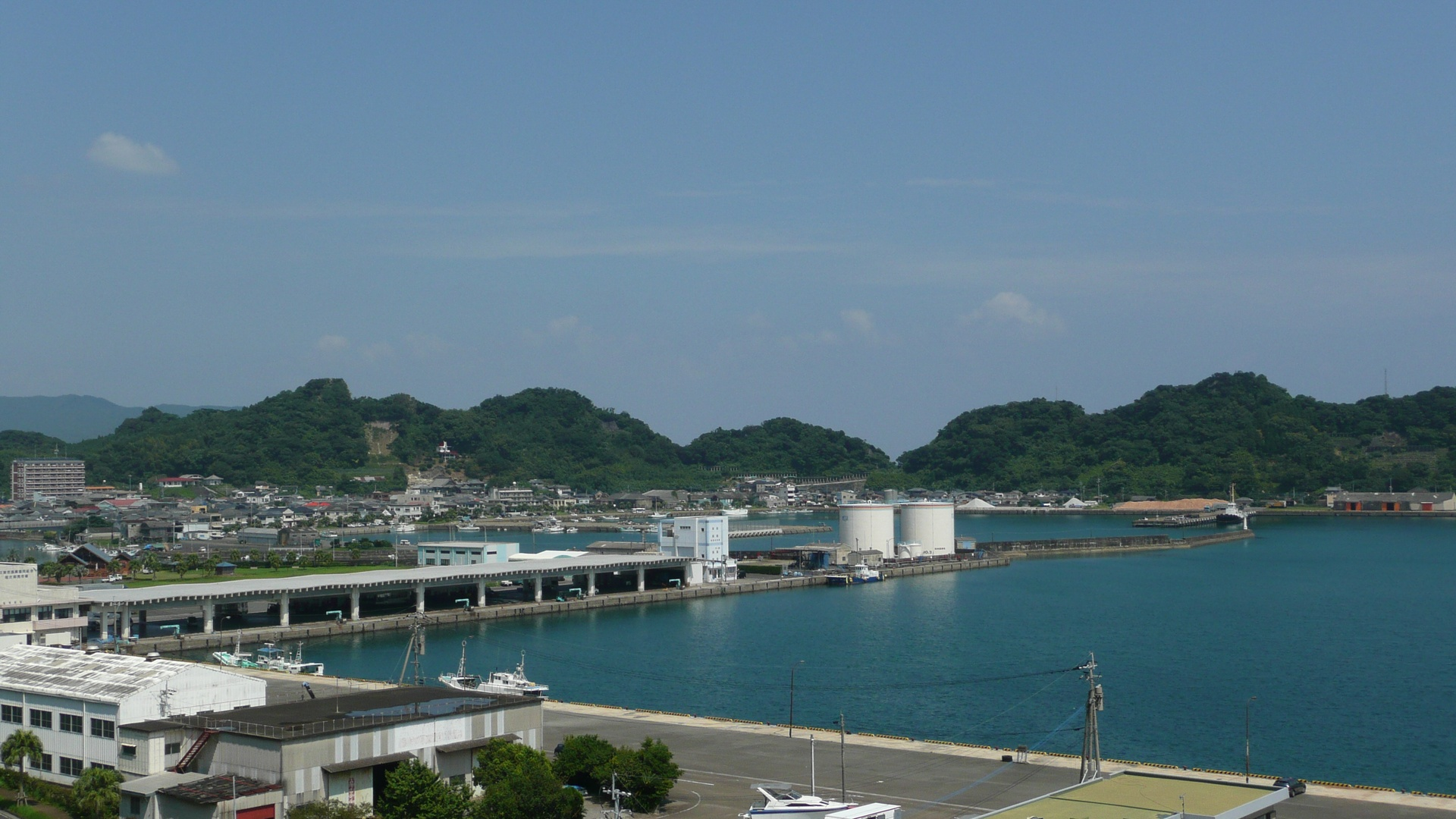
아부라쓰항

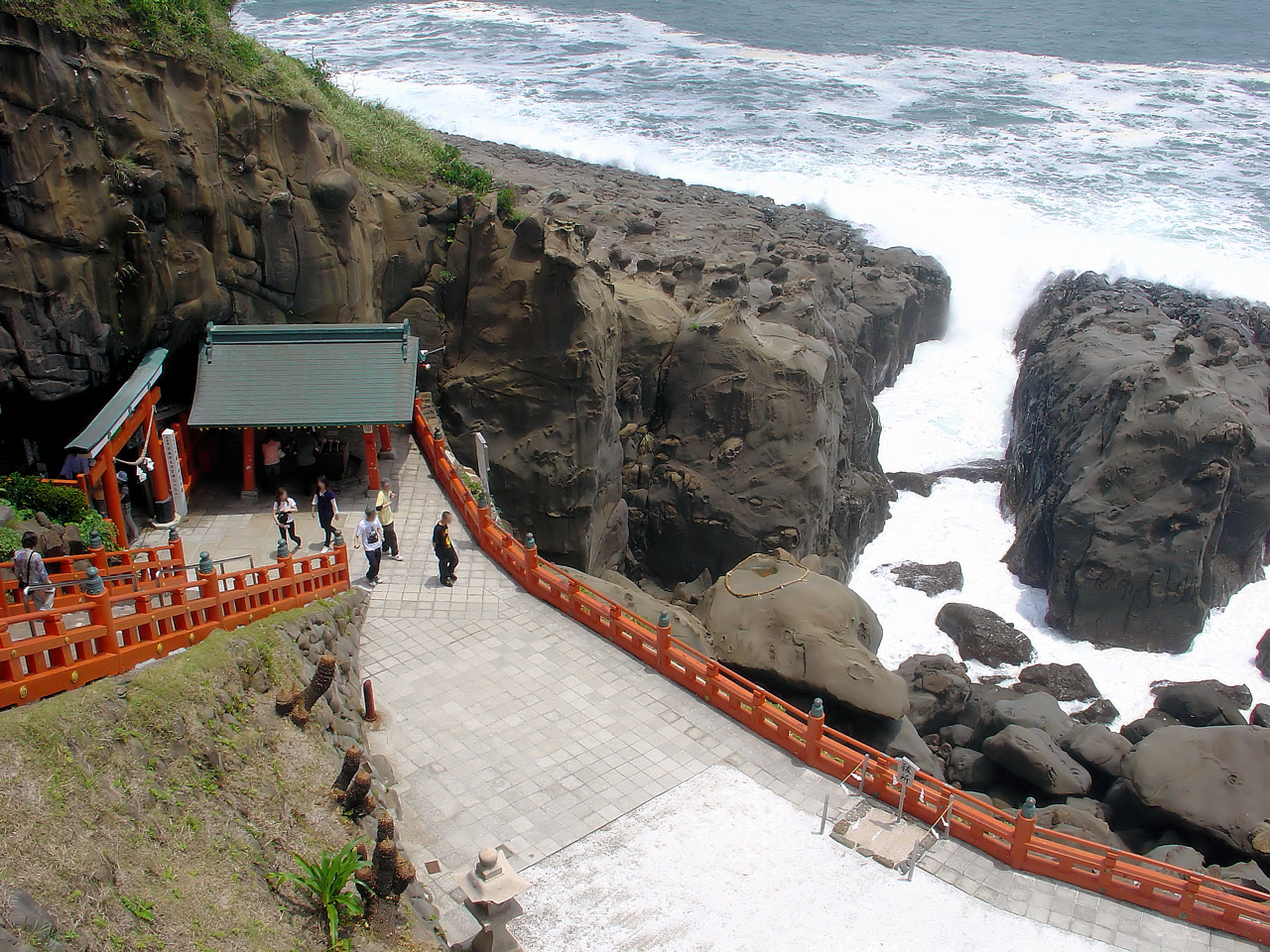
우도 신궁

니치난시(일본어: 日南市)는 일본 미야자키현 남부에 있는 시이다. 규슈의 작은 교토로 불리는 오비(飫肥)와 풍경이 아름다운 니치난 해안 국립공원 등이 있는 역사와 자연이 풍부한 관광 도시이다.
쿠로시오 해류의 영향으로 온난하고 강수량도 풍부하다. 또 여름부터 가을까지는 빈번히 태풍이 지나 큰 피해를 받는다. 2004년에 방영된 NHK의 연속 TV 소설 《와카바》의 무대이기도 하다.

## 지리
와니쓰카 산계의 산지에 둘러싸여 있다. 면적의 약 78%가 삼림으로 덮여 있고 그 중 많은 부분이 특산품인 오비 삼나무가 차지하고 있다. 시내를 동서를 가로지르는 형태로 사카타니강이 흐르고 있는데 이 강은 하구 부근에서 히로토강과 합류해 태평양으로 흘러 들어간다.

## 역사
센고쿠 시대에는 천연의 양항 아부라쓰항과 오비성이 만들어졌고 센고쿠 다이묘 이토씨와 시마즈씨의 100년에 걸친 영토 쟁탈전의 무대가 되었다. 에도 시대에는 이토씨의 5만 1천 석 조카마치(성시)로 번창했다.
- 1950년 1월 1일 - 미나미나카군 오비정, 아가타정, 아부라쓰정, 도고촌 등 4개 정촌이 합병해 니치난시가 탄생했다.
- 1955년 2월 11일 - 미나미나카군 호소다정, 우도촌을 편입하였다.
- 1956년 4월 1일 - 미나미나카군 요와라촌, 사카타니촌을 편입하였다.
- 2009년 3월 30일 - 미나미나카군 기타고정, 난고정과 신설 합병해 새로운 니치난시가 성립했다.

## 경제
주요 산업은 농업, 수산업이다. 오지 제지 니치난 공장이 있어 기업 도시의 측면도 가진다. 그 밖에도 자동차용 냉간 단조 부품 제조사인 주식회사 니치와의 본사도 입지한다.

## 교통

### 철도
- 규슈 여객철도 니치난선

### 도로
- 국도 220호선
- 국도 222호선
- 국도 448호선

## 인구
| 연도 | 인구   | ±%     |
| ---- | ------ | ------ |
| 1920 | 50,385 | —      |
| 1925 | 52,794 | +4.8%  |
| 1930 | 56,867 | +7.7%  |
| 1935 | 60,770 | +6.9%  |
| 1940 | 62,663 | +3.1%  |
| 1945 | 79,267 | +26.5% |
| 1950 | 84,225 | +6.3%  |
| 1955 | 86,889 | +3.2%  |
| 1960 | 85,279 | −1.9%  |
| 1965 | 78,398 | −8.1%  |
| 1970 | 72,231 | −7.9%  |

| 연도 | 인구   | ±%    |
| ---- | ------ | ----- |
| 1975 | 70,768 | −2.0% |
| 1980 | 72,785 | +2.9% |
| 1985 | 71,535 | −1.7% |
| 1990 | 68,176 | −4.7% |
| 1995 | 65,809 | −3.5% |
| 2000 | 63,421 | −3.6% |
| 2005 | 60,914 | −4.0% |
| 2010 | 57,702 | −5.3% |
| 2015 | 54,090 | −6.3% |
| 2020 | 50,848 | −6.0% |

## 기후
| 니치난시 아부라쓰의 기후                                     | 니치난시 아부라쓰의 기후 | 니치난시 아부라쓰의 기후 | 니치난시 아부라쓰의 기후 | 니치난시 아부라쓰의 기후 | 니치난시 아부라쓰의 기후 | 니치난시 아부라쓰의 기후 | 니치난시 아부라쓰의 기후 | 니치난시 아부라쓰의 기후 | 니치난시 아부라쓰의 기후 | 니치난시 아부라쓰의 기후 | 니치난시 아부라쓰의 기후 | 니치난시 아부라쓰의 기후 | 니치난시 아부라쓰의 기후 |
| 월                                                           | 1월                      | 2월                      | 3월                      | 4월                      | 5월                      | 6월                      | 7월                      | 8월                      | 9월                      | 10월                     | 11월                     | 12월                     | 연간                     |
| ------------------------------------------------------------ | ------------------------ | ------------------------ | ------------------------ | ------------------------ | ------------------------ | ------------------------ | ------------------------ | ------------------------ | ------------------------ | ------------------------ | ------------------------ | ------------------------ | ------------------------ |
| 역대 최고 기온 °C (°F)                                       | 26.3 (79.3)              | 24.7 (76.5)              | 27.5 (81.5)              | 30.0 (86.0)              | 33.0 (91.4)              | 34.5 (94.1)              | 37.5 (99.5)              | 38.1 (100.6)             | 36.2 (97.2)              | 32.5 (90.5)              | 29.9 (85.8)              | 24.1 (75.4)              | 38.1 (100.6)             |
| 일평균 최고 기온 °C (°F)                                     | 13.6 (56.5)              | 14.6 (58.3)              | 17.3 (63.1)              | 21.2 (70.2)              | 24.6 (76.3)              | 26.6 (79.9)              | 30.8 (87.4)              | 31.5 (88.7)              | 28.9 (84.0)              | 24.9 (76.8)              | 20.4 (68.7)              | 15.7 (60.3)              | 22.5 (72.5)              |
| 일일 평균 기온 °C (°F)                                       | 8.9 (48.0)               | 10.0 (50.0)              | 12.9 (55.2)              | 16.9 (62.4)              | 20.6 (69.1)              | 23.4 (74.1)              | 27.2 (81.0)              | 27.8 (82.0)              | 25.3 (77.5)              | 20.9 (69.6)              | 15.9 (60.6)              | 10.9 (51.6)              | 18.4 (65.1)              |
| 일평균 최저 기온 °C (°F)                                     | 4.6 (40.3)               | 5.6 (42.1)               | 8.5 (47.3)               | 12.6 (54.7)              | 16.8 (62.2)              | 20.6 (69.1)              | 24.4 (75.9)              | 24.9 (76.8)              | 22.3 (72.1)              | 17.4 (63.3)              | 12.0 (53.6)              | 6.6 (43.9)               | 14.7 (58.4)              |
| 역대 최저 기온 °C (°F)                                       | −5.1 (22.8)              | −4.6 (23.7)              | −2.7 (27.1)              | 0.1 (32.2)               | 7.4 (45.3)               | 12.5 (54.5)              | 16.7 (62.1)              | 17.5 (63.5)              | 11.6 (52.9)              | 4.4 (39.9)               | −0.7 (30.7)              | −4.8 (23.4)              | −5.1 (22.8)              |
| 평균 강수량 mm (인치)                                        | 83.9 (3.30)              | 132.5 (5.22)             | 193.2 (7.61)             | 236.7 (9.32)             | 247.6 (9.75)             | 564.7 (22.23)            | 310.4 (12.22)            | 230.8 (9.09)             | 307.1 (12.09)            | 227.8 (8.97)             | 137.0 (5.39)             | 92.1 (3.63)              | 2,763.8 (108.81)         |
| 평균 강수일수 (≥ 1.0 mm)                                     | 6.4                      | 7.7                      | 11.3                     | 10.7                     | 10.6                     | 16.6                     | 11.4                     | 12.4                     | 12.4                     | 8.8                      | 7.8                      | 5.6                      | 121.7                    |
| 평균 상대 습도 (%)                                           | 63                       | 65                       | 67                       | 70                       | 74                       | 82                       | 80                       | 80                       | 78                       | 73                       | 71                       | 66                       | 72                       |
| 평균 월간 일조시간                                           | 169.3                    | 151.5                    | 161.1                    | 166.7                    | 167.3                    | 109.3                    | 188.8                    | 202.4                    | 154.9                    | 161.0                    | 154.0                    | 165.1                    | 1,951.4                  |
| 출처: 일본 기상청 (평년값: 1991년~2020년, 극값: 1949년~현재) |                          |                          |                          |                          |                          |                          |                          |                          |                          |                          |                          |                          |                          |

## 자매 도시
- 일본 아이치현 이누야마시
- 일본 오키나와현 나하시
- 미국 뉴햄프셔주 포츠머스